# Les Clayes-sous-Bois
Les Clayes-sous-Bois – miejscowość i gmina we Francji, w regionie Île-de-France, w departamencie Yvelines.
Według danych na rok 1990 gminę zamieszkiwało 16 819 osób, a gęstość zaludnienia wynosiła 2753 osób/km² (wśród 1287 gmin regionu Île-de-France Les Clayes-sous-Bois plasuje się na 177. miejscu pod względem liczby ludności, natomiast pod względem powierzchni na miejscu 604.).